# Linda Fratianne
Linda Sue Fratianne (* 2. August 1960 in Los Angeles) ist eine ehemalige US-amerikanische Eiskunstläuferin, die im Einzellauf startete. Sie ist die Weltmeisterin von 1977 und 1979.
Fratianne ist die Tochter des einstigen Richters am Obersten Gerichtshof in Kalifornien, Robert Fratianne und seiner Frau Virginia. Ihre Eltern waren geschieden.
Fratianne wurde während ihrer Karriere von Frank Carroll trainiert. 1976 wurde sie Vizemeisterin bei den nationalen Meisterschaften hinter Dorothy Hamill. Dort gelang es ihr als erster Frau, zwei verschiedene Dreifachsprünge, Toeloop und Salchow, zu zeigen. Im selben Jahr bestritt sie ihre erste Weltmeisterschaft und ihre ersten Olympischen Spiele. Dort wurde sie sogleich Fünfte, bzw. Achte. Bereits im Jahr darauf gewann Fratianne als amtierende US-amerikanische Meisterin trotz Sturzes beim dreifachen Salchow, die Goldmedaille bei der Weltmeisterschaft in Tokio, vor der favorisierten Anett Pötzsch aus der DDR und Dagmar Lurz aus der BRD. Mit Fratiannes Sieg begann eine bis 1980 andauernde Rivalität zwischen ihr und Pötzsch. Bei der Weltmeisterschaft 1978 in Ottawa revanchierte sich Pötzsch und verwies Fratianne auf den zweiten Platz. Ein Jahr später wendete sich das Blatt bei der Weltmeisterschaft in Wien erneut. Fratianne wurde zum zweiten Mal Weltmeisterin vor Pötzsch. Im olympischen Jahr 1980 wurde Fratianne zum vierten Mal in Folge nationale Meisterin. Bei den Olympischen Spielen 1980 in Lake Placid unterlag Fratianne Pötzsch jedoch und bei der Weltmeisterschaft in Dortmund reichte es nur zur Bronzemedaille hinter Pötzsch und Lurz. Danach beendete sie ihre Amateurkarriere.
Fratianne hatte ihre Stärke vor allem in der Kür, war aber auch eine gute Pflichtläuferin. In der Pflicht lag sie zumeist hinter Pötzsch und Lurz, wohingegen sie das Kurzprogramm und die Kür zumeist gewann. Sie verfügte über ein Sprungtalent, dass es ihr ermöglichte, Dreifachsprünge einfach aussehen zu lassen. Neben ihren läuferischen Fähigkeiten war sie besonders für ihre Kostüme bekannt.
Während ihrer Profikarriere lief Fratianne zehn Jahre bei Ice Follies und Disney on Ice.
Von 1988 bis 2001 war sie mit dem Skirennläufer Nick Maricich verheiratet, mit dem sie eine Tochter, geboren 1991, hat. Sie lebt und trainiert in Sun Valley, Idaho.

## Ergebnisse
| Wettbewerb / Jahr                | 1974 | 1975 | 1976 | 1977 | 1978 | 1979 | 1980 |
| -------------------------------- | ---- | ---- | ---- | ---- | ---- | ---- | ---- |
| Olympische Winterspiele          |      |      | 8.   |      |      |      | 2.   |
| Weltmeisterschaften              |      |      | 5.   | 1.   | 2.   | 1.   | 3.   |
| US-amerikanische Meisterschaften |      | 7.   | 2.   | 1.   | 1.   | 1.   | 1.   |